# Pierre de Vinci
Pierre de Vinci ou Piero Da Vinci, de son nom complet Ser Piero d'Antonio di ser Piero di ser Guido Da Vinci ou Messer Piero Fruosino di Antonio Da Vinci (1426 – 9 juillet 1504) est un notaire, puis un chancelier et ambassadeur de la République florentine et descendant d’une riche famille de notables italiens. Il est le père de Léonard de Vinci et d'autres enfants.

## Nom
Le nom « Vinci » provient de celui des vinchi, plantes assimilables à des joncs, utilisées dans l'artisanat toscan et poussant près du ruisseau Vincio.
Les Da Vinci tirent ainsi leur nom du ruisseau et du hameau Vinci (Vincio ; latin médiéval : Vincus, Vinci) en Toscane, près de Florence.
Dès le XIIIe siècle, « Vinci » est le patronyme dérivé du toponyme de provenance ou de résidence pour la famille de Léonard, mais pour elle, « Da Vinci » peut s'écrire avec une majuscule pour se différencier d'autres habitants de Vinci dits da Vinci et di Vincio, certains également notaires.

## Biographie

### Origines
Ser Piero da Vinci est issu d'une famille faisant fonction de notaires ou magistrats depuis quatre générations au moins ; son grand-père devient même chancelier de la ville de Florence. Il est le fils d'Antonio da Vinci (v. 1371 -  v.1464) (fils du notaire Piero da Vinci (1360 - 1417), petit-fils de Guido da Vinci et arrière-petit-fils de Michele da Vinci), propriétaire terrien, et de Lucia di ser Piero di Zoso da Bacchereto (v. 1393 - 1469/80) (fille du notaire ser Piero Zosi de Bacchereto et petite-fille d'un potier), de vingt ans sa cadette.
Cependant, Antonio, père de ser Piero et grand-père de Léonard, anciennement marchand au Maroc et en Espagne, préfère se retirer à Vinci pour y mener une paisible vie de gentilhomme campagnard en profitant de rentes que lui rapportent les métairies et les vignes qu'il possède dans la petite ville. Même si certains documents le nomment avec la particule Ser, il n'a officiellement pas droit à ce titre dans les documents officiels : tout semble prouver qu'il n'a pas de diplôme et qu'il n'exerce pas de profession définie mais il tient cependant les registres notariaux de son père et rédige des accords privés.
D'Antonio et Lucia, quatre enfants sont documentés : Piero Frosino, Guliano (1428 - v. 1431), Violante Elena (née en 1432) et Francesco Guido (1436 - v. 1504).

### Activités

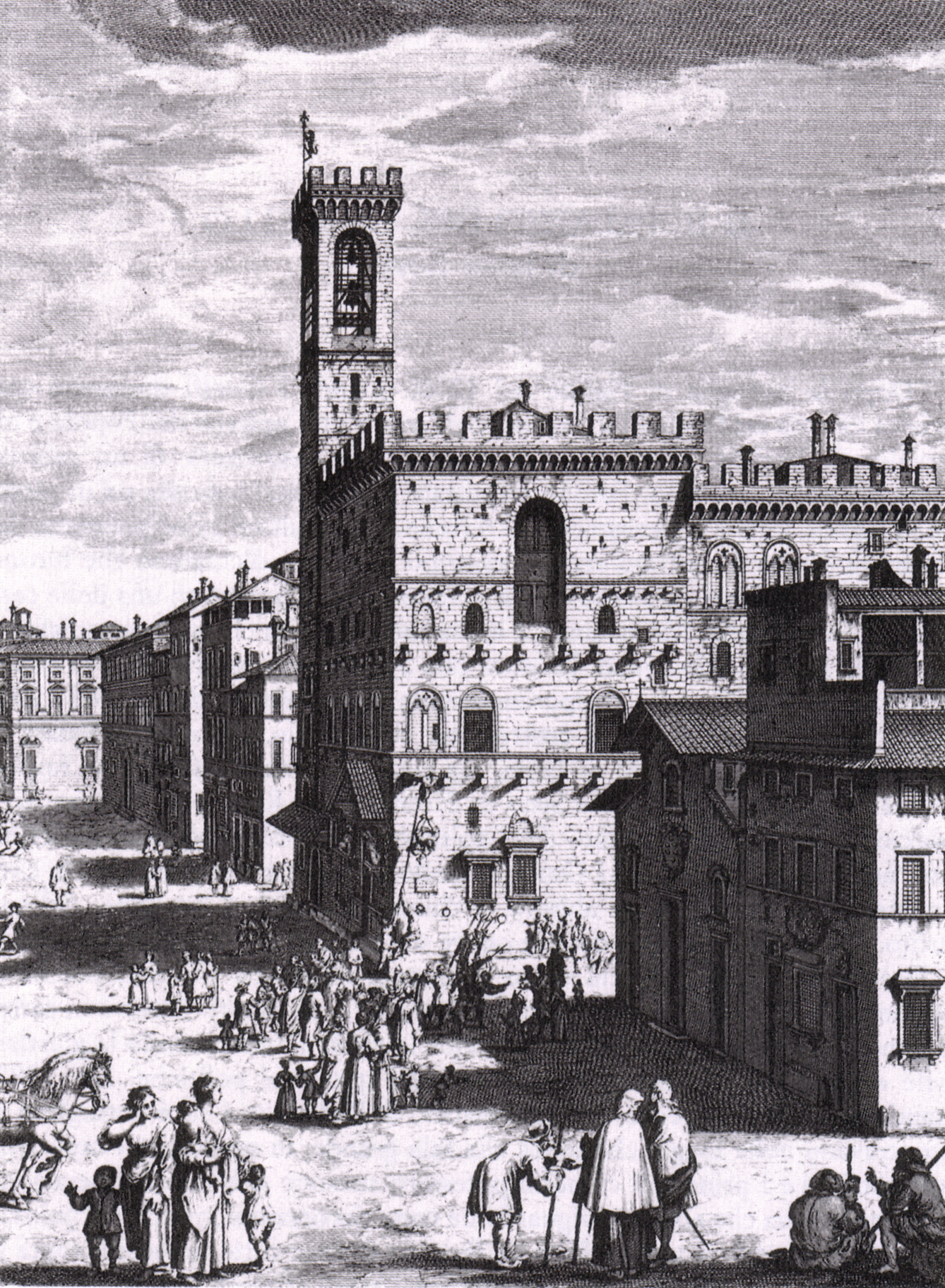
Le Bargello (actuellement « palais du Podestat ») où travaille Piero da Vinci, par Zocchi (1744)

Ser Piero, l'aîné d’Antonio et père de Léonard, reprend le flambeau de ses ascendants notaires et trouve le succès à Pistoie puis à Pise pour s’installer, vers 1451, à Florence. Son bureau se situe au palais du Podestat, le bâtiment des magistrats qui fait face au palazzo Vecchio, le siège du gouvernement, alors appelé Palazzo della Signoria. Des monastères, des ordres religieux, la communauté juive de la ville et même les Médicis font appel à ses services,.
Outre notaire et en 1474 pour la taxe sur le vin (gabella del vino), il est également propriétaire terrien et entrepreneur (maisons, terres agricoles, moulins, fours...). En 1478, il est élu avec son père Antonio syndic et procureur de la commune de Vinci. Dans la même annonce, les Conseils des Douze et des Seize approuvent la concession perpétuelle d'un moulin qu'ils doivent restaurer, appartenant à la commune, à Piero et Francesco da Vinci, ainsi qu'à leurs enfants.

### Mariages et enfants
En 1452, naît son fils, Léonard de Vinci, d’une relation amoureuse illégitime avec une jeune femme de 22 ans nommée Caterina di Meo Lippi (v. 1431 – v. 1493),, qu'il rencontre chez l'un de ses clients, Vanni di Niccoló di ser Vanni. Des recherches ultérieures montrent qu'elle était très probablement une Juive circassienne née dans le Caucase, enlevée à l'adolescence et vendue comme esclave sexuelle à plusieurs reprises en Russie, à Constantinople et à Venise,. À cette époque, il existait plus de 500 esclaves à Florence. Finalement, elle est achetée à Ginevra d'Antonio Redditi et Donato di Filippo di Salvestro Nati par son notaire Piero da Vinci qui affranchit la jeune fille, le 2 novembre 1452, après avoir eu un enfant d'elle en avril de la même année,,,. Ayant déjà eu plusieurs enfants avec son précédent maître florentin Donato, Caterina aura encore d'autres enfants, après Léonard, avec son futur mari Antonio di Piero del Vaccha dit Accattabriga (« le Querelleur »).
Lors de la cérémonie du baptême de Léonard, le dimanche suivant sa naissance dans l'église de Vinci par le curé de la paroisse, son père Piero et sa mère Caterina sont absents car ils ne sont pas mariés. En revanche, y assistent de nombreux notables de la ville et d'aristocrates importants des environs, dont dix seront les parrains de l'enfant. Le lendemain du baptême, ser Piero retourne à ses affaires à Florence. Ce faisant, il prend des dispositions pour que Caterina se marie rapidement avec une personne acceptant sa situation délicate, soit le fermier et chaufournier - et probablement aussi mercenaire comme son frère Andrea -, ami de la famille de Vinci : Antonio di Piero del Vaccha da Vinci dit « Accattabriga (bagarreur) », originaire de Campo Zeppi dans la ville de San Pantaleo, près de Vinci, où le couple de circonstances s'installera  : peut-être agit-il ainsi pour éviter les commérages d'avoir abandonné une mère et son enfant. Caterina di Meo Lippi sera alors connue sous le nom de « Cattabriga ou Accattabriga » (dans les archives locales) ou de « Buti del Vacca ».
Malgré son statut d'enfant illégitime à l'époque, Léonard est accueilli avec joie par sa famille paternelle da Vinci. Il semble qu'il soit resté auprès de sa mère le temps du sevrage — soit environ 18 mois —, puis ait été confié à son grand-père paternel, Antonio da Vinci, chez qui il passe les quatre années suivantes en compagnie notamment de son oncle Francesco,. Les familles maternelle et paternelle demeurent en bons termes : le beau-père Accattabriga travaille dans un four loué par ser Piero, ils font tous deux partie du Conseil des Seize de Vinci et ils apparaissent régulièrement comme témoins dans des contrats et actes notariés les uns pour les autres,,.
L'année de naissance de Léonard, Ser Piero épouse sa fiancée, la fille d'un riche cordonnier de Florence, âgée de 16 ans, Albiera di Giovanni Zanobi Amadori, mais elle meurt en couches, à 28 ans en 1464. Il se marie trois autres fois : en 1464 - 1465 avec Francesca Nicolosia di ser Giuliano Lanfredini, âgée de 15 ans, qui elle aussi meurt jeune ; en 1475 avec Margherita Innocenzia di Francesco di Jacopo di Guglielmo/Guilli, dont sept enfants documentés; à partir de 1485 avec Lucrezia Alessandra di Guglielmo di Gherardo Cortigiani Lanfredini, dont neuf enfants documentés,. Léonard semble entretenir de bonnes relations avec ses belles-mères successives,.
Des deux derniers mariages de Piero da Vinci naissent dix garçons et deux filles légitimes, ainsi qu'au moins deux autres enfants illégitimes,. Dans les faits, il s'agit d'« au moins seize » enfants dont Antonio Matteo (1476-av. 1532), Maddalena Maria (1477-1477), Giuliano Salvestro (1478-1525) (le meneur dans la dispute pour l'héritage contre Léonard), Lorenzo Miniato (1480-1544), Violante Caterina (1481/85-), Domenico Matteo (1483-1485), Bartolomeo Paolo (1485-1485), Guglielmo Francesco Romolo (1486-1486), Margherita Romola (1491), Benedetto Francesco Romolo (1489-1530), Pandolfo Vittorio (1490-1506/20), Guglielmo Francesco Romolo (1492-v. 1551), Bartolomeo Vittorio (1493-v. 1532), Giovanni Francesco Romolo (1499-1549), Lucrecia (1505-), Pierfilippo (-1516).
En février 1458, le grand-père Antonio fait écrire par son fils Piero le nombre de « bouches à nourrir » : il s'agit dudit Antonio âgé de 85 ans, sa femme Monna Lucia âgée de 64 ans, son fils Piero de 30 ans, son fils Francesco de 22 ans, Albiera âgée de 21 ans, l'épouse de Piero et Leonardo âgé de 5 ans.
Vers 1462, Léonard qui a 10 ans rejoint son père biologique et sa belle-mère Albiera à Florence. Bien que son père le considère dès sa naissance comme son fils à part entière, il ne légitime pas Léonard qui ne peut donc accéder au notariat,.
Vers 1464 — en 1465 au plus tard —, alors qu'il a une douzaine d'années, Léonard entre en apprentissage à Florence. Pressentant de fortes dispositions, son père le confie à l'atelier d'Andrea del Verrocchio. De fait, ser Piero da Vinci et le maître se connaissent déjà : le père de Léonard effectue plusieurs actes notariaux au bénéfice de Verrocchio ; de plus, les deux hommes travaillent non loin l'un de l'autre. Dans sa biographie de Léonard, Giorgio Vasari relate que « Piero prit quelques-uns de ses dessins et les apporta à Andrea del Verrocchio, qui était un bon ami, et lui demanda si le garçon gagnerait à étudier le dessin ». Verrocchio « s'étonna beaucoup des débuts particulièrement prometteurs » du garçon et l'accepte comme apprenti, non pour son amitié pour ser Piero mais pour son talent,.
Lorsqu'Antonio da Vinci meurt à l'âge de 96 ans en 1468, il mentionne son petit-fils Lionardo dans son testament, avec sa grand-mère Lucia, son père Piero et sa nouvelle épouse Francesca Lanfredini, et ses oncles Francesco et Alessandro. L'année suivante, la famille de Piero da Vinci, devenue notaire de la république de Florence, ainsi que celle de Francesco da Vinci, sont inscrites à la guilde de la soie, et bien domiciliées à Florence.

### Mort
Alors que quelques jours auparavant, il exerce encore sa profession, le mardi 9 juillet 1504, ser Piero meurt à 78 ans, ; Léonard, écarté de l’héritage en raison de son illégitimité, écrit d'une main émue commettant des erreurs et contrairement à son habitude, pas en miroir : « Le 9 juillet 1504, un mercredi, à sept heures, est mort ser Piero de Vinci, notaire au palais du Podestat, mon père - à sept heures, âgé de quatre-vingts ans, laissant derrière lui dix garçons et deux filles ».
Il est enterré le 11 juillet dans le caveau familial à Badia Fiorentina.

## Héritage et postérité
Après la mort de leur père en 1504, les neuf fils de Pierre de Vinci et de ses troisième et quatrième épouses, dont certains sont encore mineurs, se retrouvent face à une succession complexe et longue dans la mesure où le notaire n'a pas rédigé son propre testament et que sa dernière épouse donna Lucrezia y renonce.
En outre, plusieurs enfants de Pierre de Vinci disputent sa part d'héritage dans la succession du son grand-père Antonio, à Léonard en tant qu'enfant illégitime, et il est exclu de la succession. En 1507, un accord est signé entre eux pour l'héritage, lui aussi contesté, de leur oncle Francesco décédé : Léonard devient usufruitier des terres de son oncle.
À partir de 1666, soit plus de 150 ans après la mort de Pierre de Vinci, plusieurs actes sont produits concernant la lignée de ser Piero en raison d'une affaire contre Venceslao Vinci qui prétend être l'héritier du père de Léonard - ce qu'il n'est pas. En 1700, une dispute est également lancée par « Pietro di Lorenzo di Piero di Lorenzo di Domenico di ser Piero Da Vinci » contre plusieurs personnes de Larrini de la commune de Vinci pour occupation illégale d'une ferme agricole avec domaine, vignes et bois à Vinci, héritée d'un frère de Piero Da Vinci.
À l'époque contemporaine, des recherches généalogiques ont lieu pour établir la continuité de la lignée masculine directe depuis ser Piero et son fils Domenico (génération VI) jusqu'à la génération XXI.